# DZFoot Award
 (juillet 2023).
DZFoot Award anciennement DZFoot d'or est une récompense footballistique, créée en 2000 par le site web algérien d'information sportive DZFoot. Elle est remise annuellement au joueur de nationalité algérienne, considéré par des internautes ayant participé à un vote en ligne organisé sur ce site, comme étant le meilleur de la saison écoulée. Les récipiendaires peuvent aussi bien jouer dans un club en Algérie qu'ailleurs, la majorité, à ce jour, étant d'ailleurs membre de clubs européens. 
En 2019, après cinq ans d’absence, l'équipe du site annonce le retour de la distinction sous un nouveau nom de DZFoot Award.

## Vainqueur
| Année | Joueur                 | Club            |
| ----- | ---------------------- | --------------- |
| 2000  | Djamel Belmadi         | O. Marseille    |
| 2001  | Djamel Belmadi         | O. Marseille    |
| 2002  | Farouk Belkaid         | JS Kabylie      |
| 2003  | Moussa Saïb            | JS Kabylie      |
| 2004  | Karim Ziani            | FC Lorient      |
| 2005  | Karim Ziani            | FC Lorient      |
| 2006  | Karim Ziani            | FC Sochaux      |
| 2007  | Rafik Saïfi            | FC Lorient      |
| 2008  | Rafik Saïfi            | FC Lorient      |
| 2009  | Madjid Bougherra       | Glasgow Rangers |
| 2010  | Madjid Bougherra       | Glasgow Rangers |
| 2011  | Ryad Boudebouz         | FC Sochaux      |
| 2012  | Sofiane Feghouli       | Valence CF      |
| 2013  | El Arabi Hilal Soudani | Dinamo Zagreb   |
| 2014  | Yacine Brahimi         | FC Porto        |
| 2019  | Riyad Mahrez           | Manchester City |
| 2023  | Riyad Mahrez           | Manchester City |

## Révélation de l'année
- 2023 : Farès Chaïbi[19]

## Meilleur Espoir
| Année | Joueur                 | Club                  |
| ----- | ---------------------- | --------------------- |
| 2005  | Lazhar Hadj Aïssa      | ES Sétif              |
| 2006  | Sofiane Harkat         | JS Kabylie            |
| 2007  | Tayeb Berramla         | JS Kabylie            |
| 2008  | El Arabi Hilal Soudani | ASO Chlef.            |
| 2009  | Abderrahmane Hachoud   | CA Bordj Bou Arreridj |

## Palmarès par joueur
| Rang | Joueur           | Titres |
| ---- | ---------------- | ------ |
| 1    | Karim Ziani      | 3      |
| 2    | Madjid Bougherra | 2      |
| -    | Rafik Saïfi      | 2      |
| -    | Djamel Belmadi   | 2      |

## Palmarès par championnat
| Rang | Nationalité | Titres |
| ---- | ----------- | ------ |
| 1    | France      | 8      |
| 2    | Algérie     | 2      |
| -    | Écosse      | 2      |